# Marathon van Fukuoka 1955
De marathon van Fukuoka 1955 werd gelopen op zondag 11 december 1955. Het was de 9e editie van de marathon van Fukuoka. Aan deze wedstrijd mochten alleen mannelijke elitelopers deelnemen. De Fin Veikko Karvonen kwam als eerste over de streep in 2:23.16.

## Uitslagen
| rang   | naam               | land | tijd    |
| ------ | ------------------ | ---- | ------- |
| Goud   | Veikko Karvonen    | FIN  | 2:23.16 |
| Zilver | Kurao Hiroshima    | JPN  | 2:23.51 |
| Brons  | Eino Pulkkinen     | FIN  | 2:27.29 |
| 4      | Katsuo Nishida     | JPN  | 2:27.35 |
| 5      | Keizo Yamada       | JPN  | 2:29.06 |
| 6      | Yoshitaka Uchikawa | JPN  | 2:30.09 |
| 7      | Hideo Hamamura     | JPN  | 2:31.20 |
| 8      | John Evert Nyberg  | SWE  | 2:32.52 |
| 9      | Nobuyoshi Sadanaga | JPN  | 2:34.29 |
| 10     | Akira Hatsuku      | JPN  | 2:35.50 |
| 11     | Takao Kawanishi    | JPN  | 2:37.43 |
| 12     | Shigeki Tanaka     | JPN  | 2:37.48 |
| 13     | Fumio Ishidaka     | JPN  | 2:37.51 |
| 14     | Teruo Nakano       | JPN  | 2:38.38 |
| 15     | Noriyo Ono         | JPN  | 2:38.50 |
| 17     | Zenzo Shibata      | JPN  | 2:39.15 |
| 18     | Kenji Fujiki       | JPN  | 2:39.34 |

1947 ·
1948 ·
1949 ·
1950 ·
1951 ·
1952 ·
1953 ·
1954 ·
1955 ·
1956 ·
1957 ·
1958 ·
1959 ·
1960 ·
1961 ·
1962 ·
1963 ·
1964 ·
1965 ·
1966 ·
1967 ·
1968 ·
1969 ·
1970 ·
1971 ·
1972 ·
1973 ·
1974 ·
1975 ·
1976 ·
1977 ·
1978 ·
1979 ·
1980 ·
1981 ·
1982 ·
1983 ·
1984 ·
1985 ·
1986 ·
1987 ·
1988 ·
1989 ·
1990 ·
1991 ·
1992 ·
1993 ·
1994 ·
1995 ·
1996 ·
1997 ·
1998 ·
1999 ·
2000 ·
2001 ·
2002 ·
2003 ·
2004 ·
2005 ·
2006 ·
2007 ·
2008 ·
2009 ·
2010 ·
2011 ·
2012 ·
2013 ·
2014 ·
2015 ·
2016 ·
2017